# Historisches Rathaus Bocholt

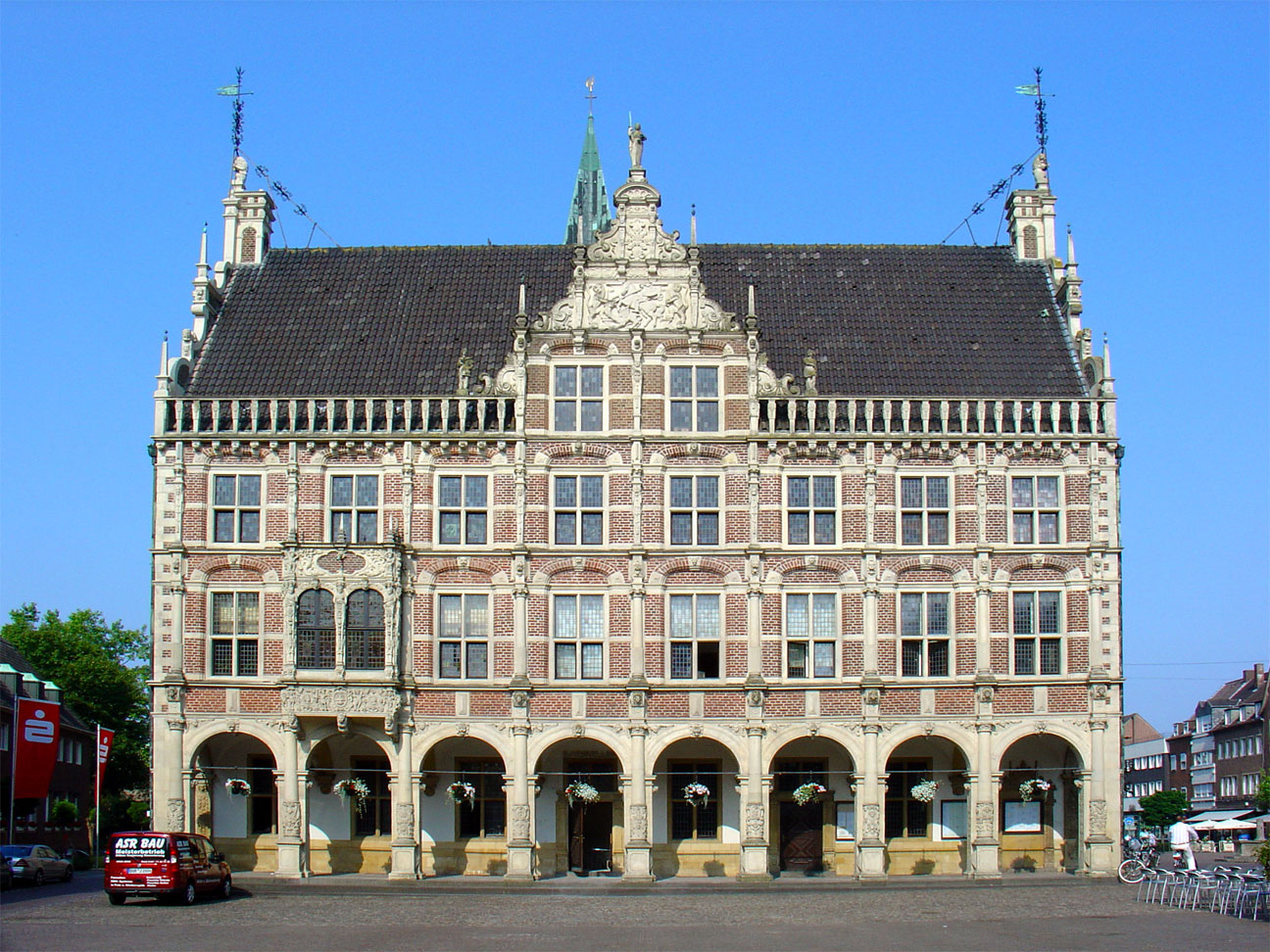
Historisches Rathaus

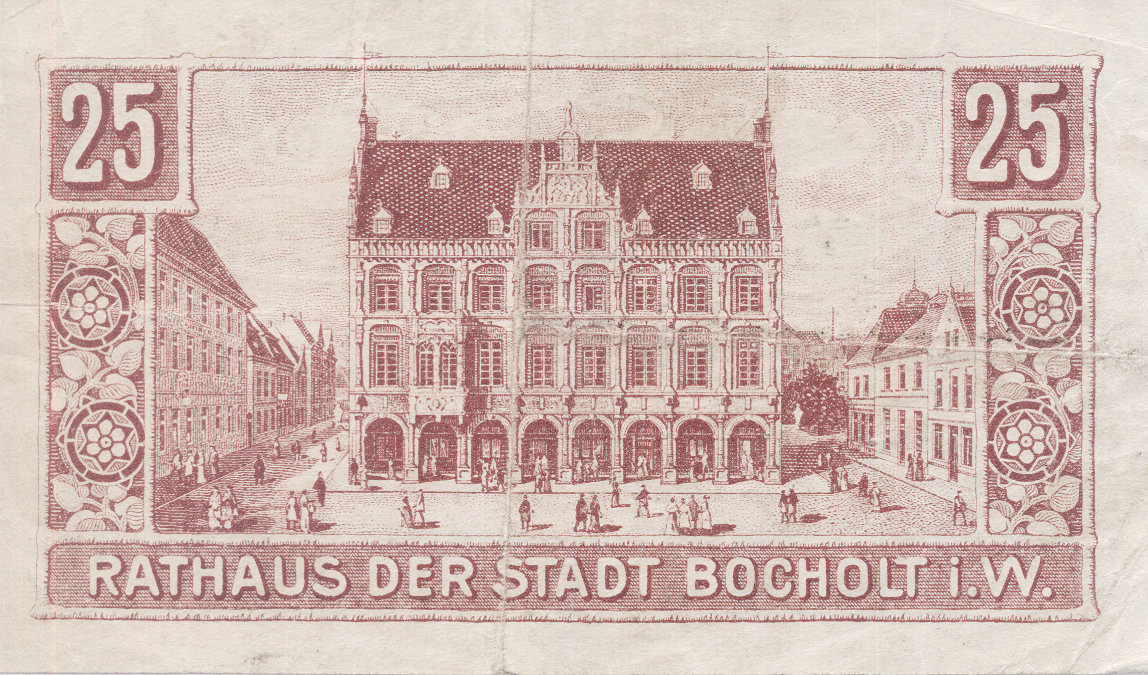
Notgeldschein/Gutschein der Stadt aus dem Jahr 1918

Das Historische Rathaus Bocholt ist eines der wichtigsten historischen Bauwerke und das Wahrzeichen der Stadt Bocholt. Seit die Stadtverwaltung 1977 in das „Neue Rathaus“ umgezogen ist, hat es hauptsächlich repräsentative Funktion. Im Ratssaal im zweiten Stock findet neben Kulturveranstaltungen aller Art alljährlich der Neujahrsempfang des Bürgermeisters statt. Auch für Trauungen wird das Gebäude genutzt: das Standesamt von Bocholt liegt im ersten Stockwerk. Keller und Teile des Erdgeschosses werden von einem Gastronomiebetrieb genutzt.

## Lage und Umgebung
Das Historische Rathaus liegt im Zentrum der Stadt Bocholt, wo die Einkaufsstraßen der Fußgängerzone zusammenlaufen. Der rechteckige Marktplatz wird vom Rathaus beherrscht. Es steht quer zum Marktplatz, so dass die Traufseite als Schaufassade wirkt, nicht die Giebelseite wie z. B. in Münster. Zusammen mit der St.-Georg-Kirche, die vom Marktplatz aus gesehen hinter dem Rathaus liegt, bildet es den Mittelpunkt der Stadt.

## Architektur
Das Rathaus ist im Stil der Niederländischen Renaissance erbaut, es gibt „keine Grenzverwischung weder nach der gotischen noch nach der barocken Seite“ (Dehio, 1949).

## Beschreibung
Das Erdgeschoss hatte ursprünglich verschiedene Funktionen zu erfüllen. Durch den Laubengang betrat man die Gerichtsstube (ganz links), den Raum mit der Stadtwaage, die Fleischhalle oder die Wache, die jeweils eigene Eingänge hatten. Der Eingang zur Treppe, die ins Obergeschoss führte, lag ganz rechts. Im ersten Stock waren die Ratsstuben. Darüber lag der große Ratssaal. Bis ins 18. Jahrhundert hatte das Rathaus in der Dachmitte einen Kaminaufbau, den sogenannten Storchenturm.

## Schaufassade am Marktplatz

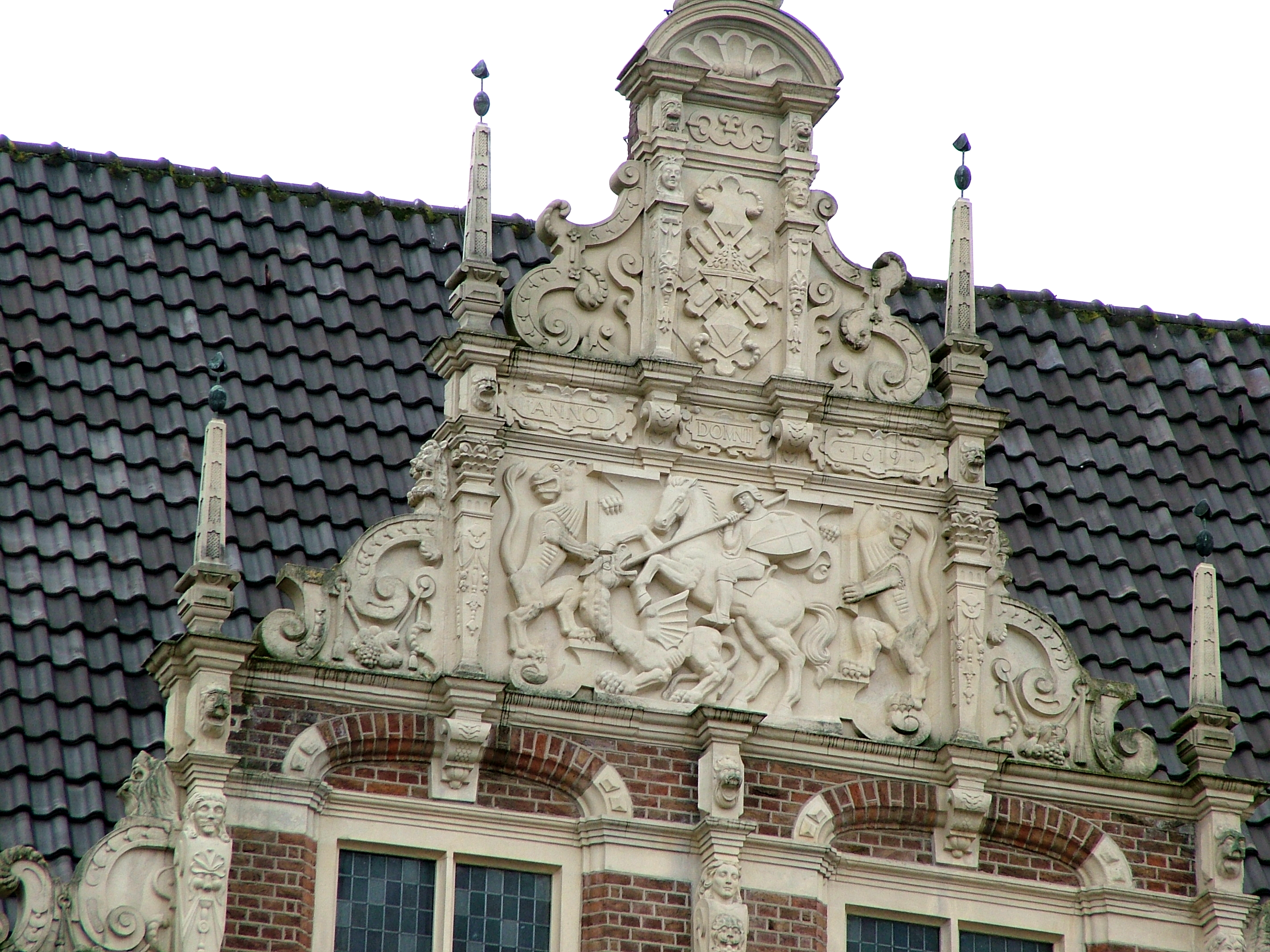
Zentraler Zwerch-Giebel

Die Fassade ist symmetrisch gestaltet und vertikal in acht Achsen, horizontal in drei nach oben niedriger werdende Geschosse gegliedert. Die Gliederung wird durch den Wechsel der Baumaterialien (Roter Backstein für die Wandflächen, Baumberger Sandstein für Zierelemente) und durch den Einsatz von Zierelementen wie Pilaster und Fensterlaibungen erreicht.
Das Erdgeschoss ist zum Marktplatz hin in eine achtjochige Bogenhalle aufgelöst. Das Gewölbe ruht auf Pfeilern, die seitlich und rückwärts Wandpilaster mit Beschlagwerk haben, während die Vorderseite mit ionischen Säulen verziert ist. Im Bereich der Obergeschosse wird die Fassade durch Halbsäulen und Pilaster gegliedert. Die Traufe wird durch eine hohe Balustrade verdeckt, die auf kleinen Konsolen mit Tier- und Menschenfratzen ruht. Die Mitte wird durch einen dreistufigen Zwerchgiebel akzentuiert, der den heiligen St. Georg, den Stadtpatron zeigt.
Eine Besonderheit – und das einzige Element, das aus der Symmetrie der Fassade ausbricht – ist ein Zier-Erker im Obergeschoss. Er zeigt das Wappen der Stadt Bocholt – eine Buche zwischen zwei Rittern als Schildträger. Über dem Buchenbaum ist als Hinweis auf die Hoheit der Fürstbischöfe aus Münster der Balken des münsterschen Stiftswappens gelegt. Die Darstellungen der Fenster des Erkers präsentieren die vier Haupttugenden der Stadt: Klugheit, Gerechtigkeit, Mäßigkeit und Tapferkeit, die Otto Linnemann aus Frankfurt 1910 schuf. Beim Neuen Rathaus der Stadt findet man dasselbe Motiv neu interpretiert.

## Entstehungsgeschichte

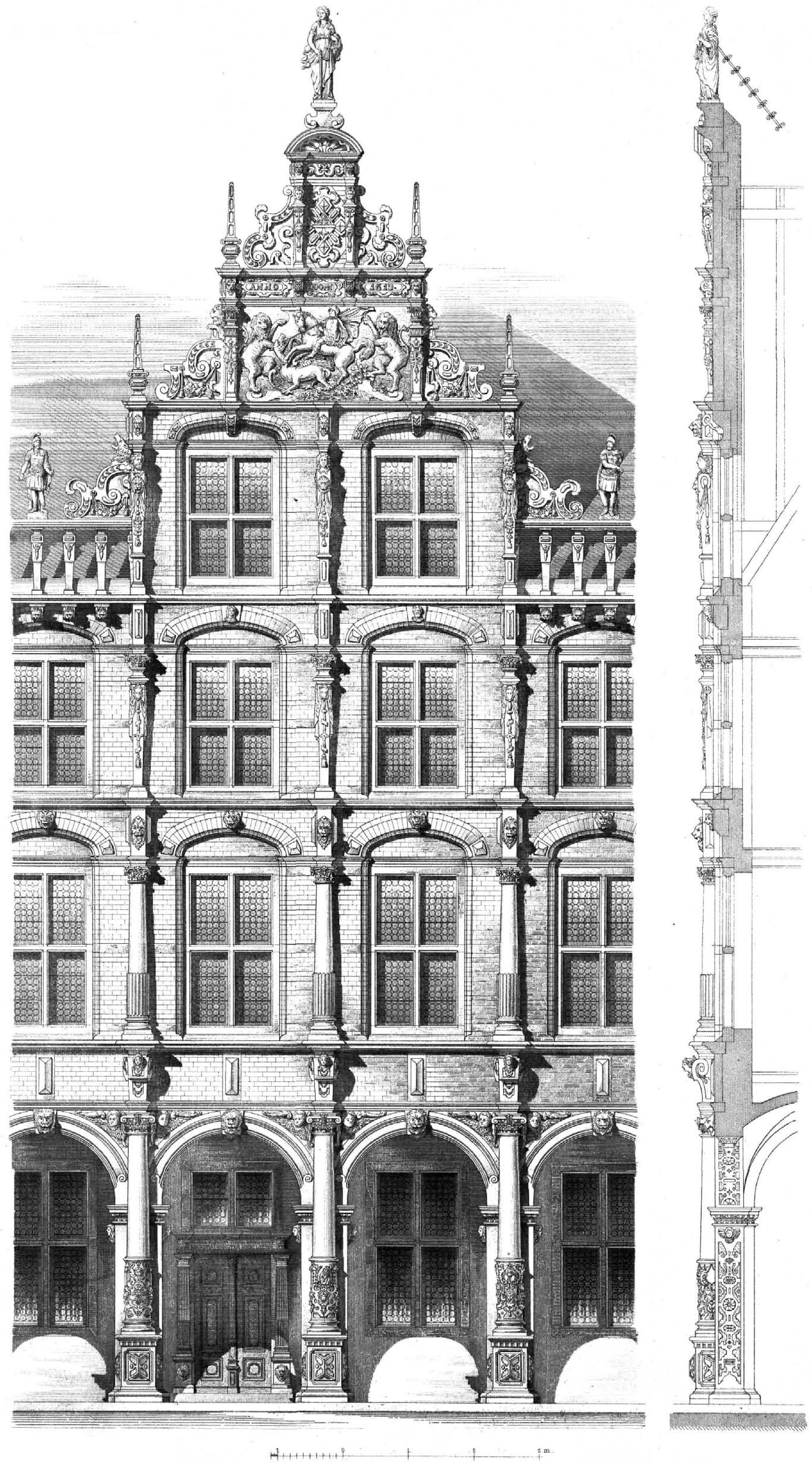
Ansicht und Schnitt durch den Schmuckgiebel, Kupferstich von Paul Lehmgrübner, 1898

Der Architekt des Rathauses ist unbekannt. Die ersten Pläne zum Bau des Rathauses entstanden 1606. Im Jahr der Grundsteinlegung 1618 brach der Dreißigjährige Krieg aus, der Fortgang des Baus blieb davon aber unberührt. 1619 war der Rohbau vollendet, 1622 konnte auch der Innenausbau abgeschlossen werden. 1624 wurden Fenster des „Glasemaker“ Jan van Lintelo eingesetzt, einem Glasmacher aus Bocholt, dessen Zeichnungen heute als bedeutende Dokumente des Manierismus zählen.

## Geschichte des Gebäudes
Im Jahre 1786 wurden Restaurierungsarbeiten fällig. Ab 1827 wurde das Gebäude als Gerichtsgebäude genutzt und dementsprechend umgebaut. Das Bewusstsein für die Bedeutung des Gebäudes als Zeichen städtischer Hoheit und Stolz des Bürgertums ging verloren. Die Folge war ein zunehmender Verfall des Gebäudes, die Inneneinrichtung ging weitgehend verloren. 1911 zog das Amtsgericht aus. Um das Gebäude zu erhalten, war eine umfangreiche Restaurierung des Gebäudes nötig. Aus finanziellen Gründen und wegen des Ersten Weltkrieges wurde damit jedoch erst 1928 begonnen. 1934 wurden die Arbeiten beendet.
Am 22. März 1945 wurde das Rathaus bei einem großen Luftangriff erheblich beschädigt und brannte bis auf die Außenmauern ab. Nach dem Krieg wurde das Gebäude möglichst originalgetreu rekonstruiert. Die Arbeiten dauerten sieben Jahre, von 1948 bis 1955. Im Jahre 1982 rekonstruierte Lucy Vollbrecht-Büschlepp die Kabinettscheiben des Erkers nach den Originalvorlagen von Jan van Lintelo.